# Un corpo e un'anima
Un corpo e un'anima è il secondo album del duo musicale Wess & Dori Ghezzi, pubblicato dall'etichetta Durium nel 1975.
L'album è prodotto da Felice Piccarreda, mentre gli arrangiamenti sono curati da Vince Tempera e Natale Massara.
L'uscita del disco è anticipata da quella del singolo di successo Un corpo e un'anima/Sempre tu, pubblicato nell'anno precedente.
Tra i brani sono presenti anche due cover: Tutto bene (Sad Sweet Dreamer) ed Entriamo nel gioco (You Make Me Feel Brand New).

## Tracce
Lato A
1. Un corpo e un'anima (Umberto Tozzi, Luigi Albertelli, Lubiak, Damiano Dattoli)
2. Non ci sei soltanto tu
3. Tutto bene (cover di "Sad Sweet Dreamer" dei Sweet Sensation)
4. Soli contro il mondo
5. Sempre tu

Lato B
1. Entriamo nel gioco (cover di "You Make Me Feel Brand New" degli Stylistics)
2. Paesaggi
3. Dolce immenso amore
4. Fra i ricordi una notte in più
5. La vita mi ha prestato a te